# Klodvik II.
Klodvik II.  je bil od leta 639 do svoje smrti kralj frankovskih kraljestev Nevstrija in Burgundija, * 635, † 31. oktober 657.
Kraljestvi je nasledil po svojem očetu Dagobertu II.. Brat Sigibert III. je bil že od leta 634 kralj Avstrazije. Klodvik je sprva vladal po regentstvom svoje matere Nantilde, ki je leta 642 umrla, stara nekaj več kot trideset let. Po njeni smrti je popustil pritisku posvetnih mogotcev in se odrekel dela svoje moči v njihovo korist. 
Klodvikova žena Baltilda je bila anglosaška aristokratka, ki so jo prodali za sužnjo v Galijo. Klodviku jo je poklonil njen lastnik majordom Erhinoald,  da bi pridobil njegovo naklonjenost. Rodila mu je tri sinove. Po njeni smrti so vsi trije postali kralji. Najstarejši sin Klotar III.  je po očetovi smrti nasledil Nevstrijo in Burgundijo, Hilderika II. pa je majordom Elboin posadil na avstrazijski prestol. Najmlajši brat Teoderik III. je nasledil brata Hilderika v Nevstriji in nazadnje postal kralj vseh Frankov.
Klodvik je bil večino svojega kraljevanja mladoleten. Včasih se omenja, da je bil kralj Avstrazije tudi v letih 656-657, ko je prestol uzurpiral Hildebert Posvojeni. Pogosto se omenja tudi kot prvi roi fainéant – brezdelni kralj. 
Pokopan je v baziliki Saint Denis v Parizu.

## Vira
- Eugen Ewig (2001). Die Merowinger und das Frankenreich (4 izd.). Stuttgart : W. Kohlhammer. str. 146–149. ISBN 3-17-017044-9.
- Margarete Weidemann. Zur Chronologie der Merowinger im 7. und 8. Jahrhundert. Francia 25/1 (1998): 183–193 (Digitalisat).

| Klodvik II. Merovinška dinastijaRojen: 637 Umrl: 657 |                                       |                        |
| Predhodnik: Dagobert I.                              | Kralj Nevstrije in Burgundije 639–657 | Naslednik: Klotar III. |